# آيت بومكسة (تيداس)
آيت بومكسة هي إحدى مشيخات المملكة المغربية، تتبع جغرافيا لإقليم الخميسات وإداريًا لتيداس. يقدر عدد سكانها بـ 1246 نسمة حسب الإحصاء الرسمي للسكان والسكنى لسنة 2004.